# Kościół Najświętszego Zbawiciela w Dolnym Smokowcu
Kościół Najświętszego Zbawiciela – kościół rzymskokatolicki znajdujący się w Dolnym Smokowcu, części miasta Wysokie Tatry na Słowacji. Jest on kościołem filialnym parafii w Wysokich Tatrach.
Kościół został wybudowany w 1891 roku w związku z coraz większą ilością przybywających do Dolnego Smokowca turystów, jak i rozwojem tej osady. Świątynia wówczas należała do parafii w Wielkim Sławkowie. Kościół został wybudowany z drewna. Po reformie liturgicznej z 1969 roku usunięto ołtarz główny przytwierdzony do ściany, natomiast wybudowano nowy dostosowany do nowych wymogów. W 2004 roku w czasie wichury kościół został częściowo zniszczony. W 2013 roku świątynia została odrestaurowana.